# Pavol Mattoš
Pavol Mattoš (* 16. června 1944) byl slovenský politik, po sametové revoluci československý poslanec Sněmovny národů Federálního shromáždění za HZDS.

## Biografie
Ve volbách roku 1992 byl za HZDS zvolen do slovenské části Sněmovny národů. Ve Federálním shromáždění setrval do zániku Československa v prosinci 1992. Uvádí se bytem Brezová pod Bradlom.